# جيمي سيمبسون (لاعب كرة قدم)
جيمي سيمبسون (بالإنجليزية: Jimmy Simpson)‏ (2 أبريل 1873 في المملكة المتحدة - ) هو مدرب كرة قدم ولاعب كرة قدم بريطاني (وحمل سابقاً جنسية المملكة المتحدة لبريطانيا العظمى وأيرلندا) في مركز نصف الجناح. شارك مع منتخب اسكتلندا لكرة القدم. أما مع النوادي، فقد لعب مع نادي لانارك الثالث وSaltcoats Victoria F.C. ‏.

## وصلات خارجية
- جيمي سيمبسون على موقع قاعدة بيانات كرة القدم.إي يو (الإنجليزية)